# مایکل هوردرن
مایکل هوردِرن (انگلیسی: Michael Hordern؛ ۳ اکتبر ۱۹۱۱ – ۲ مهٔ ۱۹۹۵) هنرپیشه و صدا پیشه اهل کشور بریتانیا بود. وی زادهٔ شهر برکهمستد بود. او بین سال‌های ۱۹۳۷ تا ۱۹۹۴ میلادی فعالیت می‌کرد.
از فیلم‌ها یا برنامه‌های تلویزیونی که وی در آن نقش داشته است می‌توان به کلئوپاترا، گاندی، بری لیندون، چنگیز خان، یک هزار روز از آن، بانو جین، ال سید، آدم‌های خیلی مهم، خرطوم، آیوانهو، شرلوک هلمز جوان، نیروی عظیم و پدینگتون اشاره کرد.